# Wilson Chacón
Wilson Chacón (11 de maio de 1971) é um ex-futebolista venezuelano que atuava como meia.

## Carreira
Wilson Chacón integrou a Seleção Venezuelana de Futebol na Copa América de 1995.